# Institutio Christianae Religionis

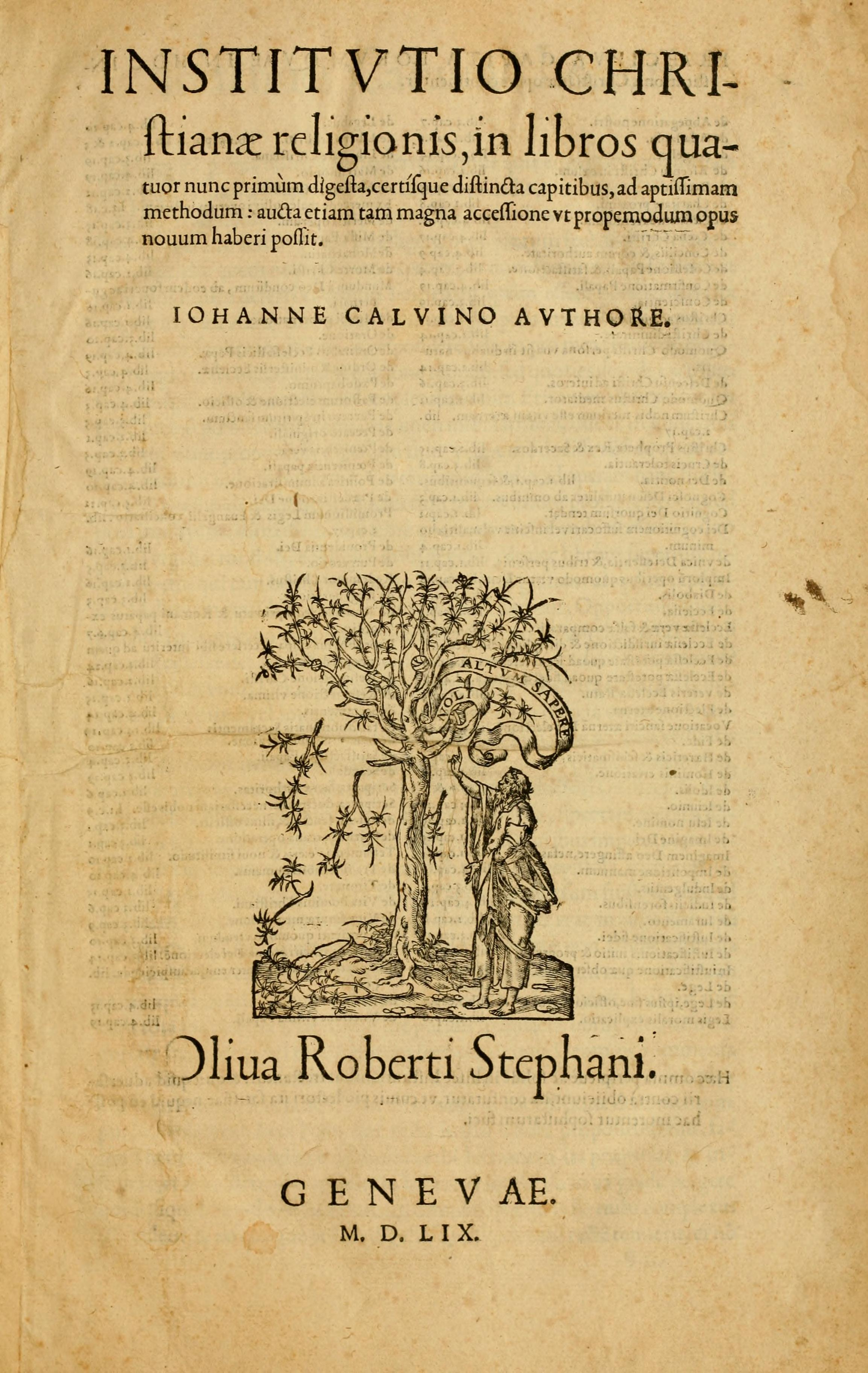
Titelseite der letzten Ausgabe der Institutio von 1559.

Die Institutio Christianae Religionis (deutsch Unterricht (oder auch Unterweisung) in der christlichen Religion) ist das theologische Hauptwerk von Johannes Calvin. Durch die fortlaufenden Erweiterungen wuchs die Institutio zu einem großen Lehrwerk des christlichen Glaubens im reformatorischen Sinne heran. Aus den sechs Kapiteln der ersten Ausgabe von 1536 wurden in der letzten Ausgabe von 1559 achtzig Kapitel.

## Geschichte

### Erste Fassung (1536)

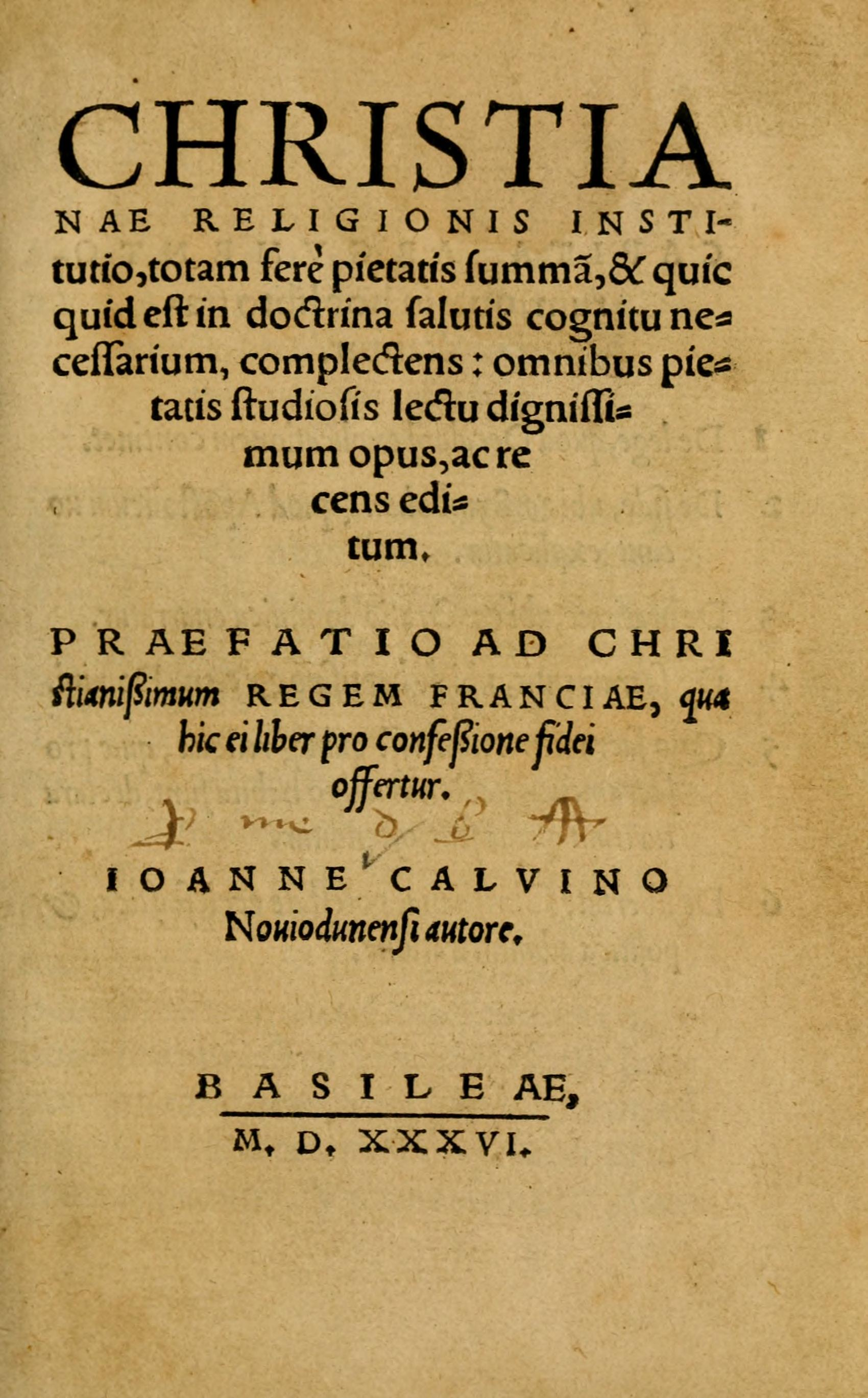
Die 1536 in Basel gedruckte Erstausgabe der Institutio

Ursprünglich wurde die Institutio von Calvin als Katechismus für Gebildete verfasst. Deshalb ist die erste Ausgabe auch in Latein, erst 1541 erschien eine französische Fassung. Er war von der Verfolgung seiner Glaubensgenossen in Frankreich bewegt und wollte mit der Institutio anfangs unter anderem darlegen, dass sie mitnichten Ketzer und Aufwiegler seien, sondern seriöse Erneuerer des biblischen Glaubens und der wahren Kirche. Die Institutio sollte, laut Calvin, „ein Schlüssel und eine Tür zu einem guten und rechten Verständnis der Heiligen Schrift“ sein. Der Stoff wird in der zeitgenössischen humanistischen Loci-Methode dargeboten:
- Gesetz (mit Erläuterung der Zehn Gebote).
- Glaube (mit Erläuterung des Apostolikums).
- Gebet (mit Erläuterung des Vaterunsers).
- Sakramentenlehre: Taufe und Abendmahl.
- Auseinandersetzung mit den weiteren fünf Sakramenten der römisch-katholischen Kirche.
- Christliche Freiheit, Amt und Obrigkeit.

Durch die große Resonanz der damaligen Bevölkerung erweiterte er die Institutio fortwährend über fast 25 Jahre seines Lebens.
Die erste Ausgabe der Institutio, 514 Seiten im kleinen Oktavformat, widmete er dem französischen König Franz I., da Calvin damit – jedoch vergeblich – hoffte, er könne ihn von der Verfolgung der Hugenotten abbringen. Franz I. las wohl weder die Widmung noch das Buch. Calvin vollendete die Institutio, die zunächst gerade einmal sechs Kapitel umfasste, am 23. August 1535. Im März 1536 wurde die erste Ausgabe dann bei dem Basler Buchdrucker Thomas Platter gedruckt und veröffentlicht. Die Institutio von 1536 erinnert in der Struktur an einen Katechismus und ist häufig mit Luthers Kleinem Katechismus verglichen worden, für eine direkte Abhängigkeit gibt es allerdings keinen Beweis. Deutlich ist ein Einfluss von Luthers Theologie. Calvin fügte weitere Themen hinzu, so dass eine knappe Dogmatik entstand. In einem Kapitel über die Sakramente werden Taufe und Abendmahl erläutert, die weiteren Sakramente der römisch-katholischen Kirche (Firmung, Beichte, Ehesakrament, Ordination, Krankensalbung) abgelehnt.

### Zweite Fassung (1539 / 1543 / 1550)
Die zweite Fassung der Institutio, 470 Seiten im Großformat, schrieb Calvin größtenteils in Basel; gedruckt wurde sie 1539 in Straßburg. Aus sechs sind 17 Kapitel geworden. Die Zuwächse lassen sich teilweise dadurch erklären, dass Calvin gerade den Römerbrief auslegte. Man erkennt außerdem Einflüsse von Huldrych Zwingli (De vera et falsa religione commentarius) und Philipp Melanchthon (Loci communes). Das Zielpublikum sind nun nicht mehr Anfänger im Glauben, sondern Studenten. Jetzt verwandte Calvin auch den Titel: Institutio Christianae Religionis, eine Formulierung, die sich sowohl bei dem Kirchenvater Lactantius als auch bei Erasmus von Rotterdam findet und jeweils ein Lehrbuch bezeichnet, das Grundwissen vermittelt. Calvin wollte bei seinen Vorlesungen über biblische Bücher nämlich die Möglichkeit haben, auf dogmatische Stoffe verweisen zu können, ohne die Behandlung des Bibeltextes durch Exkurse zu unterbrechen. Die Übersetzung dieses lateinischen Werks ins Französische veröffentlichte Calvin im Jahr 1541.
Eine weitere überarbeitete lateinische Ausgabe erschien 1543. Sie umfasst 552 Seiten im Großformat bzw. 21 Kapitel, die französische Übersetzung wurde im Jahr 1545 veröffentlicht. Bei den Erweiterungen gegenüber 1539 erkennt man, dass Calvin Erfahrungen theologisch reflektierte, die er mit der Straßburger Delegation bei den Religionsgesprächen von Regensburg (1541) und Worms (1541) gewonnen hatte. Neue Themen sind der Opfercharakter der Messe, der Pflichtzölibat und die Bedeutung von Traditionen. Die Religionsgespräche motivierten Calvin dazu, viel mehr als bisher mit den Kirchenvätern zu argumentieren. Außerdem war Calvin in seiner Straßburger Zeit ein Schüler Martin Bucers. Von ihm übernahm er das starke Interesse an Kirchenordnung und Ekklesiologie, das in der Institutio von 1543 erkennbar ist.
Bei der Überarbeitung aus dem Jahr 1550 (französische Übersetzung: 1551) wurden die Kapitel zusätzlich wegen des großen Umfangs in Paragraphen unterteilt. Es sind jedoch weniger die Texterweiterungen, die das Buch umfangreich machten (neu: ein Paragraph über das Gewissen), als die Register zu Bibel- und Kirchenväterzitaten.

### Dritte Fassung (1559)
Die letzte deutlich erweiterte Ausgabe der Institutio in Latein ließ Calvin durch den Genfer Buchdrucker Robert Estienne im Jahr 1559 publizieren, die französische Übersetzung erschien im Jahr 1560. Calvin selbst bezeichnete es im Vorwort als ein neues Werk. In vier Hauptteilen und nunmehr 80 Kapiteln wird der Stoff dargeboten.

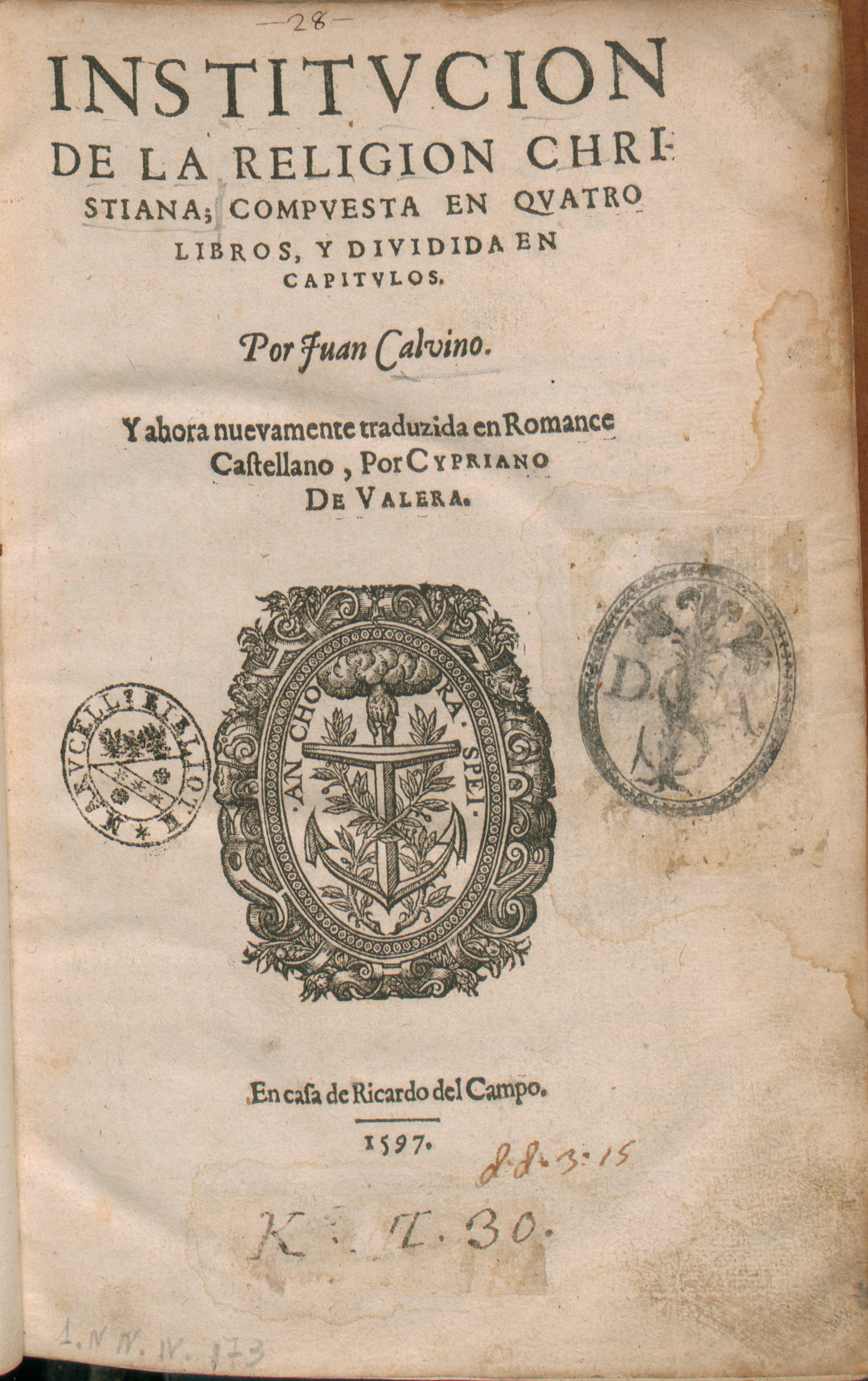
Institutio christianae religionis, 1597

Die vier Hauptteile (auch Bücher genannt) entsprechen dem Apostolischen Glaubensbekenntnis. Dieses hat bei Calvin nicht drei, sondern vier Teile:
- Buch I (18 Kapitel): Erkenntnis Gottes des Schöpfers (De cognitione Dei creatoris);
- Buch II (17 Kapitel): Erkenntnis Gottes als des Erlösers in Christo (De cognitione Dei redemptoris);
- Buch III (25 Kapitel): Empfang der Gnade Jesu Christi und ihre Wirkungen (De modo percipiendae Christi gratiae et qui fructis nobis proveniant et qui effectus consequantur);
- Buch IV (20 Kapitel): Äußere Mittel, durch die Gott in die Gemeinschaft mit Jesus Christus einlädt und in ihr bewahrt (De externis mediis vel articulis, quibus Deus in Christi societatem nos invitat, et in ea retinet).

#### Buch I
Calvin nimmt die Erkenntnis Gottes und die Selbsterkenntnis des Menschen (cognitio Dei ac nostri) zum Ausgangspunkt. Dass die Institutio nicht klassisch mit der Lehre von Gott (locus de Deo) beginnt, sondern Gott und Mensch in ihrer Beziehung zueinander darstellt, zeigt, dass Calvin sich nicht in die scholastische Tradition stellte. Eine Konsequenz daraus ist, dass auch eine selbständige Anthropologie (locus de homine) bei Calvin fehlt. Calvin stellt im ersten Buch der Institutio die verschiedenen Quellen der Gotteserkenntnis vor: die natürliche und die biblische Gottesoffenbarung, das Trinitätsdogma und die Lehre von Gottes Vorhersehung (locus de providentia).

#### Buch II
Das Thema des zweiten Buchs ist die Christologie. Calvin beginnt mit einer Darstellung der Erbsünde und ihrer Folge, der völligen Unfähigkeit der Menschen zum Guten. Die These, der Mensch habe einen freien Willen, wird abgewiesen. Christus als der Mittler (Mediator) bewirkt die Erlösung. Calvin erörtert, inwiefern Christus schon in der Geschichte Israels präsent ist. Das alttestamentliche Gesetz weist über sich hinaus auf Christus. Es hat für die Christen eine positive Funktion (usus in renatis). Hier folgt die Auslegung der Zehn Gebote. Der Bund Gottes mit Israel beinhaltete nicht nur irdische Güter, sondern auch die Verheißung des ewigen Lebens. Altes und Neues Testament bilden eine Einheit; der „Gott des Neuen Testaments“ darf nicht gegen den „Gott des Alten Testaments“ ausgespielt werden, als handle es sich um Gegensätze.
Nach diesen Vorüberlegungen kommt Calvin zu den klassischen Themen der Christologie: Als der Mittler musste Christus wahrer Gott und wahrer Mensch sein. Calvin bekräftigt die altkirchliche Zweinaturenlehre. Charakteristisch für Calvins Theologie ist, wie er daraufhin das dreifache Amt Christi als Prophet, Priester und König darstellt. Alle Propheten, Priester und Könige des Alten Testaments weisen voraus auf Christus. Nach Heiko A. Oberman sieht man bei Calvin den Übergang von einer Naturen- zu einer Ämter-Christologie. „Die Lehre vom dreifachen Amt Christi legt dar, welche Rollen Christus im Hinblick auf die Menschen einnimmt und was zwischen Gott und Mensch in Christus geschieht.“ Die Gemeinde als der Leib Christi hat an den drei Ämtern Christi Anteil. Calvin kommentiert das Apostolische Glaubensbekenntnis: gekreuzigt - gestorben und begraben - hinabgestiegen in das Reich des Todes. Hier wendet er sich ausführlich gegen die Vorstellung eines Triumphzugs Christi durch die Unterwelt, vielmehr sei mit der Formulierung die seelische Qual des Gekreuzigten gemeint. Es folgt die Kommentierung der Auferstehung Christi am dritten Tag und die Himmelfahrt.

#### Buch III
Buch III behandelt die Pneumatologie, verstanden als das innere Wirken des Heiligen Geistes im Menschen. Der Heilige Geist ist das Band, das die Gläubigen mit Christus verbindet. Es folgt eine Beschreibung des Glaubens in seinen verschiedenen Aspekten. Hier schließen sich Überlegungen zur Buße und Beichte mit Kritik an der zeitgenössischen römisch-katholischen Lehre (Beichte, Ablass, Fegefeuer) an.

„Im Leben der Gläubigen soll ein Gleichklang, ein Zusammenstimmen zwischen Gottes Gerechtigkeit und ihrem eigenen Gehorsam stattfinden. Das ist der eigentliche Zweck der Wiedergeburt.“

Das christliche Leben charakterisiert Calvin als:
- Selbstverleugnung,[32]
- Kreuztragen,[33]
- Meditation des künftigen (jenseitigen) Lebens.[34] In diesem Zusammenhang erörtert Calvin auch, wie Christen mit den irdischen Gütern umgehen sollen.

Gegen die Scholastik und gegen Andreas Osiander entfaltet Calvin daraufhin seine forensische Rechtfertigungslehre. Die aus dem Glauben kommenden guten Werke des gerechtfertigten Menschen werden nach Calvin von Gott angenommen und belohnt. Aus der Lehre von der Rechtfertigung ergibt sich für Calvin, worin christliche Freiheit besteht. Es folgt eine Gebetslehre, wobei sich Calvin auch mit der Anrufung von Heiligen auseinandersetzt. Das Vaterunser wird ausgelegt.
Die Lehre von der (doppelten) Prädestination wird verglichen mit dem Thema Rechtfertigung knapp dargestellt: „Von der ewigen Erwählung, kraft deren Gott die einen zum Heil, die anderen zum Verderben vorherbestimmt hat.“ Aus unverdientem Erbarmen hat Gott einige Menschen zur Erwählung vorherbestimmt; den Menschen dagegen, die er der Verdammnis überlassen hat, verschloss er auch den Weg zum Leben. Diese Lehre begründet Calvin aus der Bibel und aus den Schriften des Kirchenvaters Augustinus. Er antwortet auf Kritiker: Die Prädestinationslehre mache Gott nicht zum Tyrannen. Sie entlaste den Menschen nicht von der Schuld für sein Tun. Gott habe auch den Sündenfall vorherbestimmt. Es sei spitzfindig, zwischen Gottes Willen und seinem Zulassen zu unterscheiden, denn: „aus welchem anderen Grunde soll er denn etwas zulassen, als – weil er es will?“ Gott schenkt den Erwählten auch die Beständigkeit, so dass sie nicht zu Fall kommen. Daran soll man nicht zweifeln, auch wenn man sieht, dass anscheinend gute Christen sich vom Glauben abwenden.
Das Buch endet mit dem Ausblick auf die Auferstehung der Toten.

#### Buch IV

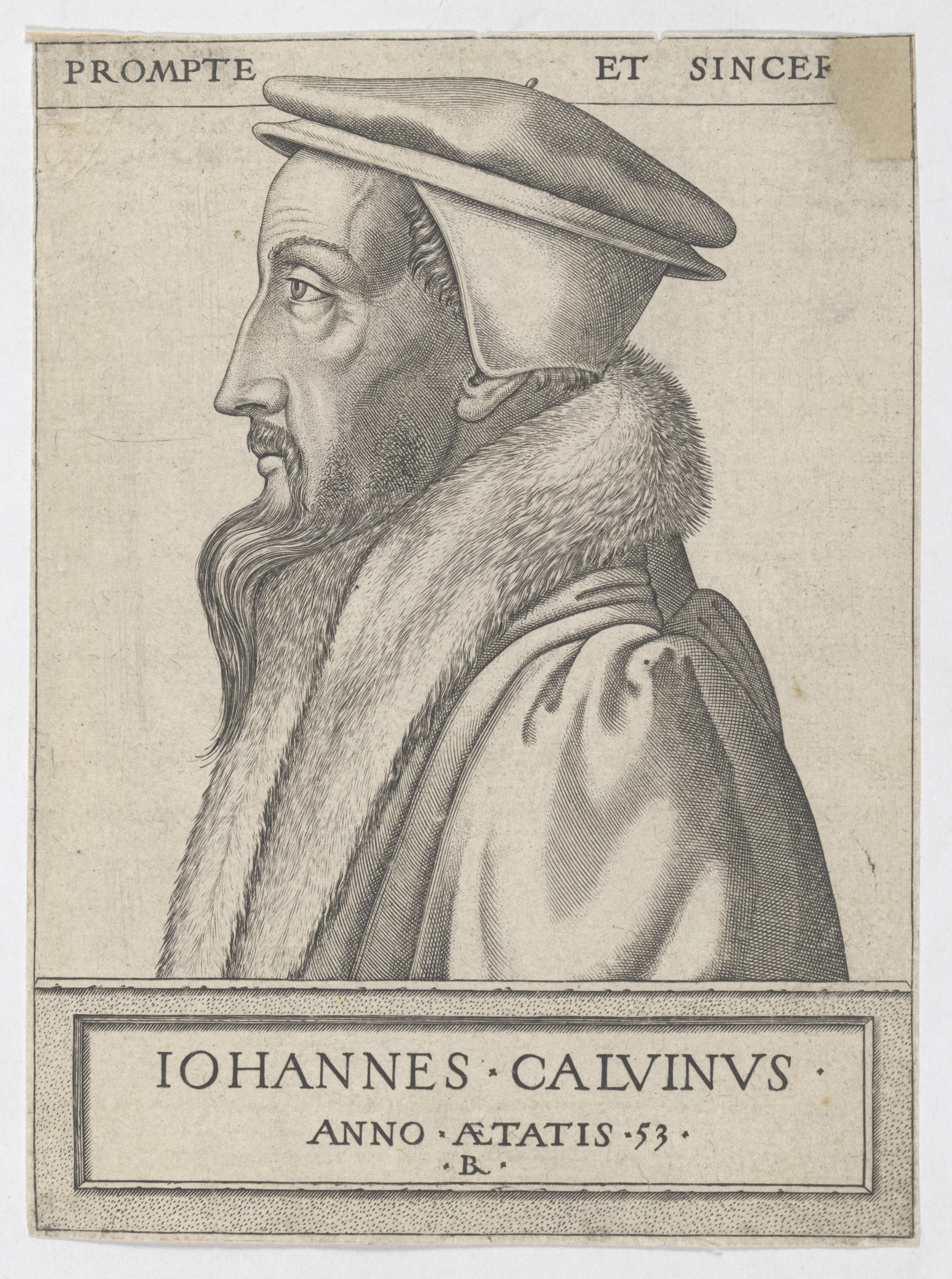
Calvin im Alter von 53 Jahren (René Boyvin, 1562).

Das letzte Buch ist das bei weitem ausführlichste und beschreibt das äußere Wirken des Heiligen Geistes. Hier ordnet Calvin die Lehre von der Kirche (Ekklesiologie) ein. Die Kirche ist mit einer auf Tertullian zurückgehenden Formulierung die „Mutter“ der Christen. Mit der Confessio Augustana, Artikel VII, betont Calvin: Predigt des Worts und Verwaltung der Sakramente sind die Merkzeichen (symbola) der wahren Kirche. Diese sind für Calvin in der römisch-katholischen Kirche nicht gegeben, doch erkennt er (im Gegensatz zu anderen Reformatoren) bei ihr noch Spuren von Kirche (vestigia ecclesiae): kein Gebäude mehr, aber immerhin eine Ruine. Die Vierämterlehre wird aus der Bibel abgeleitet. Nachdem er die biblischen Angaben behandelt hat, folgt ein Exkurs zu den für Calvin vorbildlichen Verhältnissen in der Alten Kirche. Diese kontrastiert Calvin mit der Realität der Papstkirche. Der päpstliche Primat lasse sich weder aus der Bibel noch aus der Alten Kirche begründen. Nach eingehender Kritik am kanonischen Recht betont Calvin die Notwendigkeit der Kirchenzucht.
Es folgt Calvins Sakramentenlehre, die mit einer Definition des Sakraments beginnt. Gott gebraucht Sakramente, um den Glauben zu stärken, und passt sich damit dem menschlichen Erkenntnisvermögen an (accomodatio Dei). Sakramente sind vor allem eine Gabe Gottes und erst in zweiter Linie (gegen Zwinglianer und Täufer) ein Bekenntniszeichen, entsprechend dem Treueid (lateinisch sacramentum) des römischen Soldaten gegenüber seinem Feldherrn. Sie bieten Christus dar.
- Die Taufe ist ein Zeichen der Einweihung.[55] Die Kinder gläubiger Eltern gehören von Geburt an zur Kirche und empfangen die Taufe als ein Siegel dieser Zugehörigkeit. Darum lehnt Calvin die Nottaufe ab.[56] Er vergleicht die Kindertaufe mit der jüdischen Beschneidung als Bundeszeichen.
- Beim Abendmahl stellen Brot und Wein als Zeichen die unsichtbare Gabe dar, nämlich Christus, der die Seele nährt.[57] Der Leib des auferstandenen Christus ist im Himmel und kann deshalb nicht materiell in Brot und Wein enthalten sein. Aber der Heilige Geist ist das Band, quasi der Kanal (diese Formulierung übernimmt Calvin von Johannes Chrysostomos), durch die die Abendmahlsteilnehmer Christus empfangen.[58] Die Transsubstantiationslehre wird abgelehnt. Christus kann auch nicht leiblich an vielen Orten zugleich sein. Die Art und Weise der Gegenwart Christi im Abendmahl ist für Calvin ein Mysterium: „Ich erfahre es mehr, als daß ich es begreife.“[59] Nur die Gläubigen empfangen Christus beim Abendmahl (keine manducatio impiorum).[60] Bei der Abendmahlspraxis ist gleichgültig, „ob die Gläubigen das Brot in die Hand nehmen oder nicht, ob sie es untereinander verteilen oder ob jeder ißt, was man ihm gegeben hat, ob sie den Kelch dem Diakon in die Hand geben oder an den Nächsten weiterreichen, ob das Brot gesäuert oder ungesäuert ist, und ob der Wein rot oder weiß ist.“[61] Die Messopfertheologie und die Siebenzahl der römisch-katholischen Sakramentenlehre wird scharf abgewiesen.

Wiederum sehr bezeichnend für Calvin ist, dass Buch IV (bzw. die ganze Institutio) mit den Aufgaben einer christlichen Regierung schließt.

## Übersetzungen
Die lateinische und französische Ausgabe der Institutio wurden im Laufe der Jahrhunderte in viele andere Sprachen übersetzt. Die erste Gesamtübersetzung ins Deutsche erschien bereits 1572 in Heidelberg. Dieser folgte im Jahr 1823 eine Neuübersetzung von Buch I und Buch II durch Friedrich Adolf Krummacher. 1909 erschien zum Jubiläum des 400. Geburtstages Calvins eine verkürzte Übersetzung ins Deutsche von Ernst Friedrich Karl Müller. Da die letzte Gesamtübersetzung aus dem 16. Jahrhundert stammt, entschloss sich Otto Weber eine Gesamtübersetzung aller vier Bücher, mit Bezug auf die Teilübersetzung Müllers, vorzunehmen. Der erste Teilband erschien 1936, der zweite Teilband 1937 und der dritte Teilband 1938. Sechs Neuauflagen sind bis 1997 herausgegeben worden. Aus Anlass des 500. Geburtstages Calvins und aufgrund der Tatsache, dass alle Neuauflagen vergriffen sind, wurde die Übersetzung Webers von Matthias Freudenberg und Wissenschaftlern aus den Niederlanden und aus Deutschland bearbeitet und 2008 neu herausgegeben.
Die erste Übersetzung der weniger populären ersten Ausgabe von 1536 ins Deutsche erfolgte von Bernhard Spiess im Jahr 1887. Sie wurde bearbeitet und 2008 von Thomas Schirrmacher neu herausgegeben.

### Werkausgaben
- Unterricht in der christlichen Religion - Institutio Christianae Religionis. Nach der letzten Ausgabe von 1559 übersetzt und bearbeitet von Otto Weber; bearbeitet und neu herausgegeben von Matthias Freudenberg. 2. Aufl. Neukirchener Verlag, Neukirchen-Vluyn 2008, ISBN 978-3-7887-2327-9.
- Christliche Glaubenslehre. Nach der ältesten Ausgabe vom Jahre 1536. Ins Deutsche übersetzt von Bernhard Spiess. Chr. Limbarth, Wiesbaden 1887.
- Christliche Glaubenslehre: Erstausgabe der Institutio von 1536. Nach der ersten Ausgabe von 1536 übersetzt von Bernhard Spiess, bearbeitet und neu herausgegeben von Thomas Schirrmacher. 1. Aufl. Verlag für Kultur und Wissenschaft, 2008, ISBN 978-3-938116-58-6.

### Sekundärliteratur
- Ford Lewis Battles: Analysis of the Institutes of the Christian Religion of John Calvin. Baker, Grand Rapids 1980. ISBN 0-8010-0766-6.
- Willem van’t Spijker: Bij Calvijn in de leer. Een handleiding bij de Institutie. Den Hertog, Houten 2004. ISBN 978-90-331-1833-3.
- Herman Johan Selderhuis: Institutio. In: Herman J. Selderhuis (Hrsg.): Calvin Handbuch, Tübingen 2008, S. 197–204. ISBN 978-3-16-149229-7.
- Bruce Gordon: John Calvin’s Institutes of the Christian religion: a biography. Princeton University Press, Princeton 2016. ISBN 0-691-15212-8.
- Peter Barth: Die Erwählungslehre in Calvins Institutio 1536. In: Ernst Wolf (Hrsg.): Theologische Aufsätze. Karl Barth zum 50. Geburtstag. Kaiser, München 1936, S. 432–442.
- Paul C. Böttger: Calvins Institutio als Erbauungsbuch: Versuch einer literarischen Analyse. Neukirchener, Neukirchen-Vluyn 1990. ISBN 3-7887-1320-8.
- Antoon Veerman: De stijl van Calvijn in De Institutio Christianae Religionis. Kemink, Utrecht 1943.